# Amt Ebenhausen
Das Amt Ebenhausen war ein Amt des Hochstifts Würzburg.

## Funktion
In der Frühen Neuzeit bildeten Ämter eine Ebene zwischen den Gemeinden und der Landesherrschaft. Die Funktionen von Verwaltung und Rechtsprechung waren nicht getrennt. Dem Amt stand ein Amtmann vor, der von der Landesherrschaft eingesetzt wurde. Das Amt Ebenhausen war gleichzeitig Zentamt, also Hochgerichtsbezirk.

## Geschichte
Ebenhausen war ursprünglich Besitz eines lokalen Adelsgeschlechtes gleichen Namens. Durch Hochzeit ging der Besitz in eine Linie des Adelsgeschlechtes Frankenstein über. Nach deren Aussterben wurde die Aschacher Linie der Henneberger Eigentümer. Bischof Albrecht von Hohenlohe erwarb am 8. Juni 1353 Schloss und Amt Ebenhausen von Graf Berthold von Henneberg. In den folgenden 150 Jahren kam es zu mehrfachen Verpfändungen und Wiedereinlösungen des Amtes.
Die Statistik des Hochstiftes Würzburg von 1699 nennt 250 Untertanen in 17 Dörfern. Als jährliche Einnahmen des Hochstiftes aus dem Amt wurden abgeführt: Schatzung: 135 Reichstaler, Akzise und Ungeld: 230 fl und Rauchpfund: 559 1/2 Pfund.
Nach dem Übergang zu Kurpfalz-Bayern 1802 wurde das Amt aufgelöst und die Orte überwiegend dem Landgericht Euerdorf zugeordnet.

## Umfang
Am Ende des HRR bestand das Amt aus dem Markt Ebenhausen und den Dörfern Arnshausen, Ebenhausen, Eltingshausen, Hain, Holzhausen, Kronungen, Maibach, Oberwerrn, Oerlenbach, Pfersdorf, Poppenhausen, Rannungen, Reiterswiesen und Rottershausen.
Die Vogtei Botenlauben war ein ursprünglich eigenständiges Amt mit Sitz auf Burgruine Botenlauben (siehe Amt Botenlauben). 1525 wurde das Amt aufgehoben und vom Amt Ebenhausen mitverwaltet. Zur Vogtei Botenlauben gehörten Arnshausen, Oberwerrn und Reiterswiesen.

## Cent
Zur Cent gehörten die Amtsorte sowie Altenfelden, Gressart, Hambach (halb), Lauerberg, Pfendhausen, Wittershausen und Wüstenbrunn.
Das Zentgericht wurde außerhalb der Stadt in den Schrannen vor dem Oberen Tor gehalten. Im bürgerlichen Sachen wurde es im gemeinen Gasthaus in Ebenhausen gehalten. Die Richtstätte befand sich außerhalb des Ortes. Als Flurnamen weisen Am Galgenberg und Galgen an der Straße Würzburg-Bad Neustadt (B 19), links in Richtung Neustadt, etwa 1000 Meter ostsüdöstlich der Kirche darauf hin.

## Amtshaus

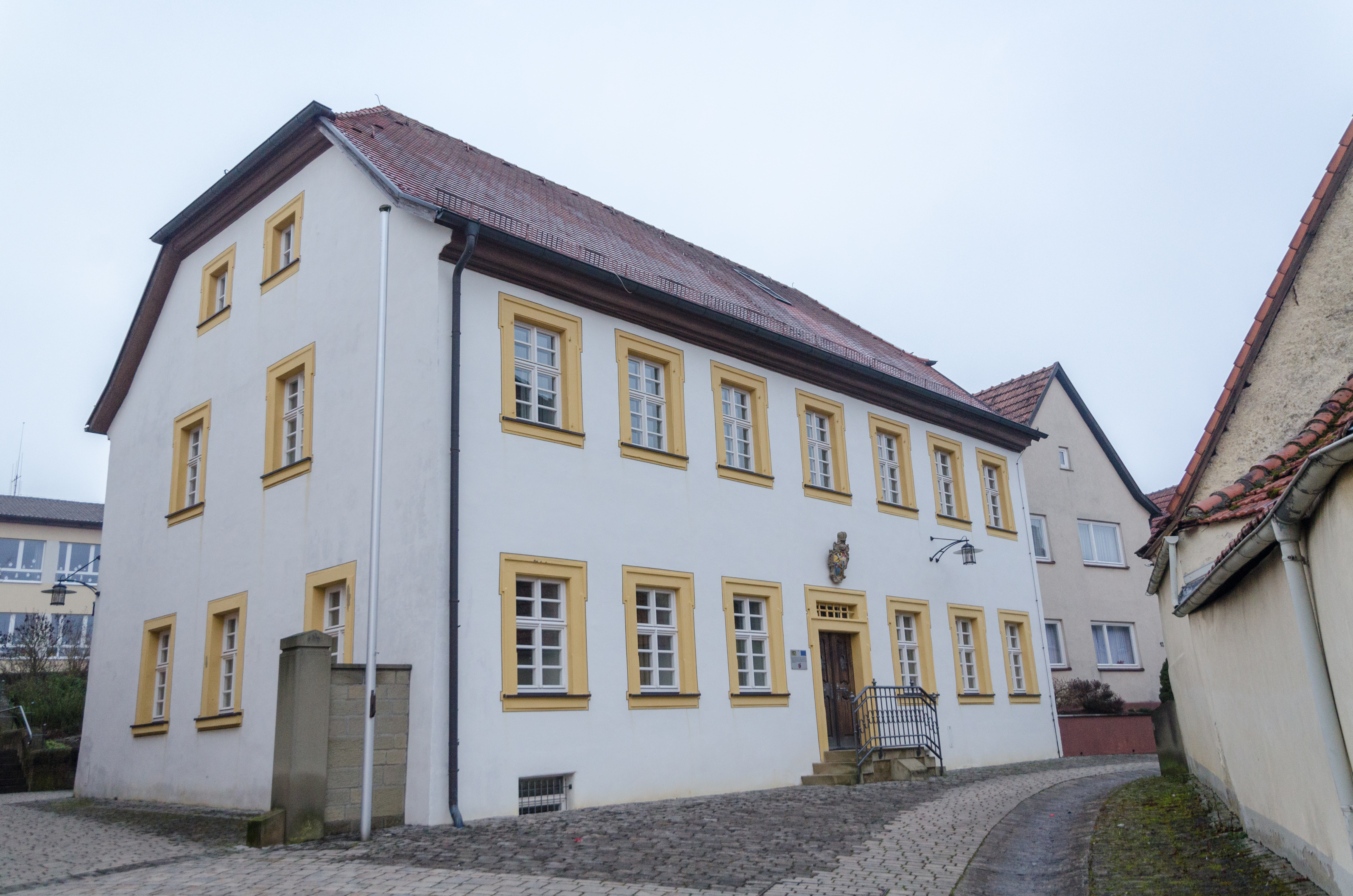
Amtshaus

1745 wurde das Amtshaus (Adresse heute: Schloßstraße 14) von Balthasar Neumann erbaut. Es handelt sich um einen zweigeschossigen, traufständigen Halbwalmbau, der heute als Rathaus genutzt wird. Es steht als Baudenkmal unter Denkmalschutz.